# Stora Flögsjön
Stora Flögsjön är en sjö i Malung-Sälens kommun och Vansbro kommun i Dalarna och ingår i Dalälvens huvudavrinningsområde. Sjön har en area på 0,773 kvadratkilometer och ligger 338,5 meter över havet. Sjön avvattnas av vattendraget Flögan.

## Delavrinningsområde
Stora Flögsjön ingår i det delavrinningsområde (672401-140275) som SMHI kallar för Inloppet i Lilla Flögsjön. Medelhöjden är 356 meter över havet och ytan är 8,49 kvadratkilometer. Räknas de 3 avrinningsområdena uppströms in blir den ackumulerade arean 24,07 kvadratkilometer. Flögan som avvattnar avrinningsområdet har biflödesordning 4, vilket innebär att vattnet flödar genom totalt 4 vattendrag innan det når havet efter 335 kilometer. Avrinningsområdet består mestadels av skog (61 procent) och sankmarker (17 procent). Avrinningsområdet har 0,77 kvadratkilometer vattenytor vilket ger det en sjöprocent på 9 procent.